# Meżyhirja (posiadłość)
Meżyhirja (ukr. Межигір'я) – posiadłość na Ukrainie, w której mieszkał Wiktor Janukowycz, gdy pełnił urząd premiera, a następnie prezydenta Ukrainy, obecnie siedziba państwowego muzeum prezentującego luksusowy styl życia Janukowycza.
Została założona jako Monaster Międzygórski, który funkcjonował z przerwami od XIV wieku aż do 1923 roku, kiedy został zamknięty przez bolszewików. Od 1935 roku Mieżyhirja była zespołem budynków rządowych, użytkowanych najpierw przez władze Ukraińskiej SRR, a następnie niepodległej Ukrainy do 2007 roku, kiedy została sprywatyzowana. W 2012 roku administracja publiczna wynajęła teren od firmy Tantalit za 99 691 hrywien rocznie, aranżując rezydencję na potrzeby oficjalnych uroczystości. Janukowycz mieszkał w majątku od 2002 do 21 lutego 2014 roku, kiedy uciekł z kraju po zwycięstwie Euromajdanu.
Posiadłość ma ponad 140 ha powierzchni i znajduje się nad brzegiem Dniepru (Zbiornik Kijowski) we wsi Nowi Petriwci, rejon wyszogrodzki. Znajduje się tu przystań jachtowa, klub jeździecki, strzelnica, kort tenisowy i inne obiekty rekreacyjne oraz tereny łowieckie. W posiadłości znajduje się również kolekcja luksusowych samochodów Janukowycza, pole golfowe, farma strusi, kojec dla psów, liczne fontanny, altany i sztuczne jeziora, lądowisko dla helikopterów oraz mała cerkiew. Cały kompleks jest otoczony pięciometrowym ogrodzeniem.

## Galeria

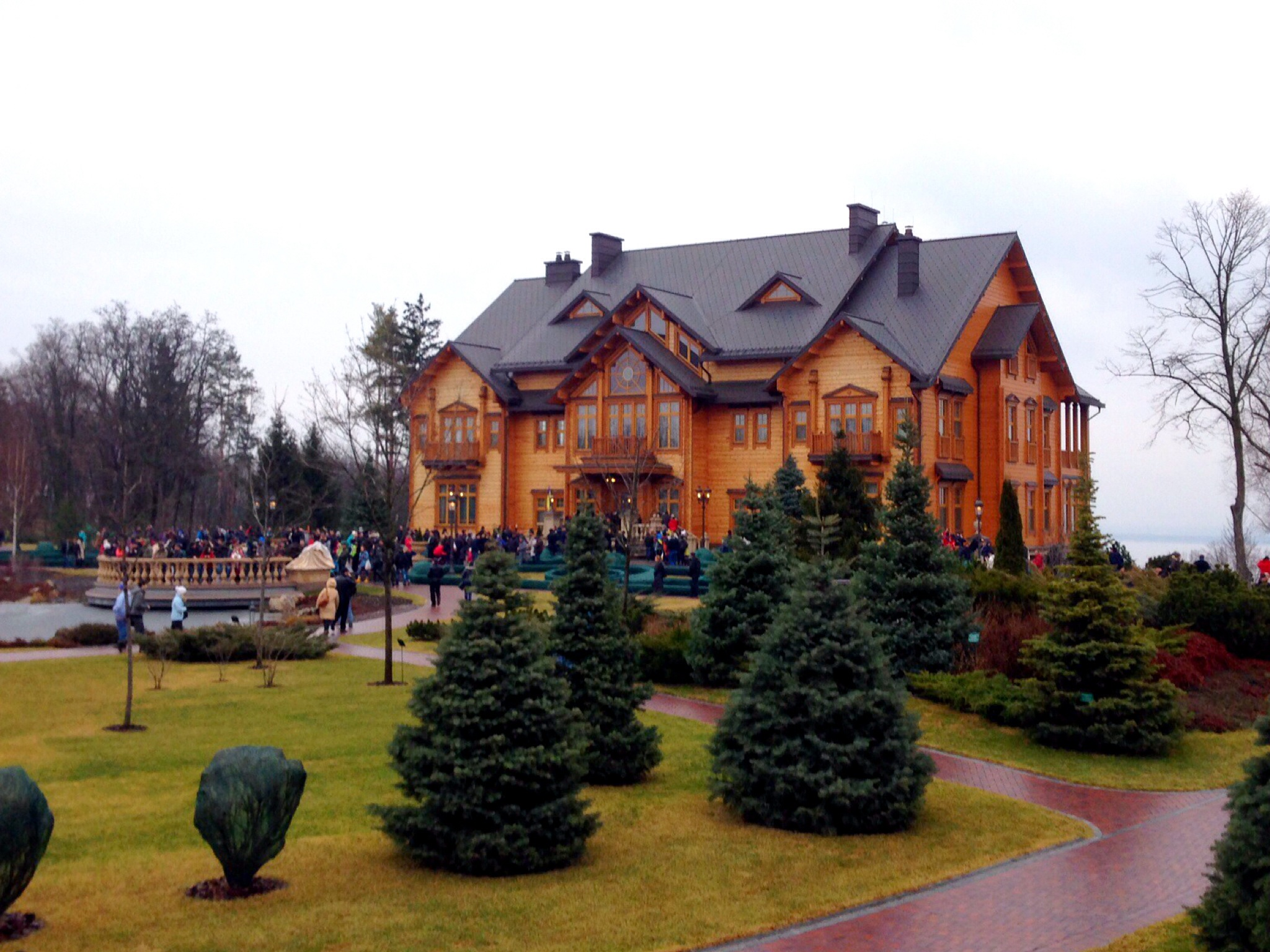
„Honka”, główny budynek w Meżyhirji
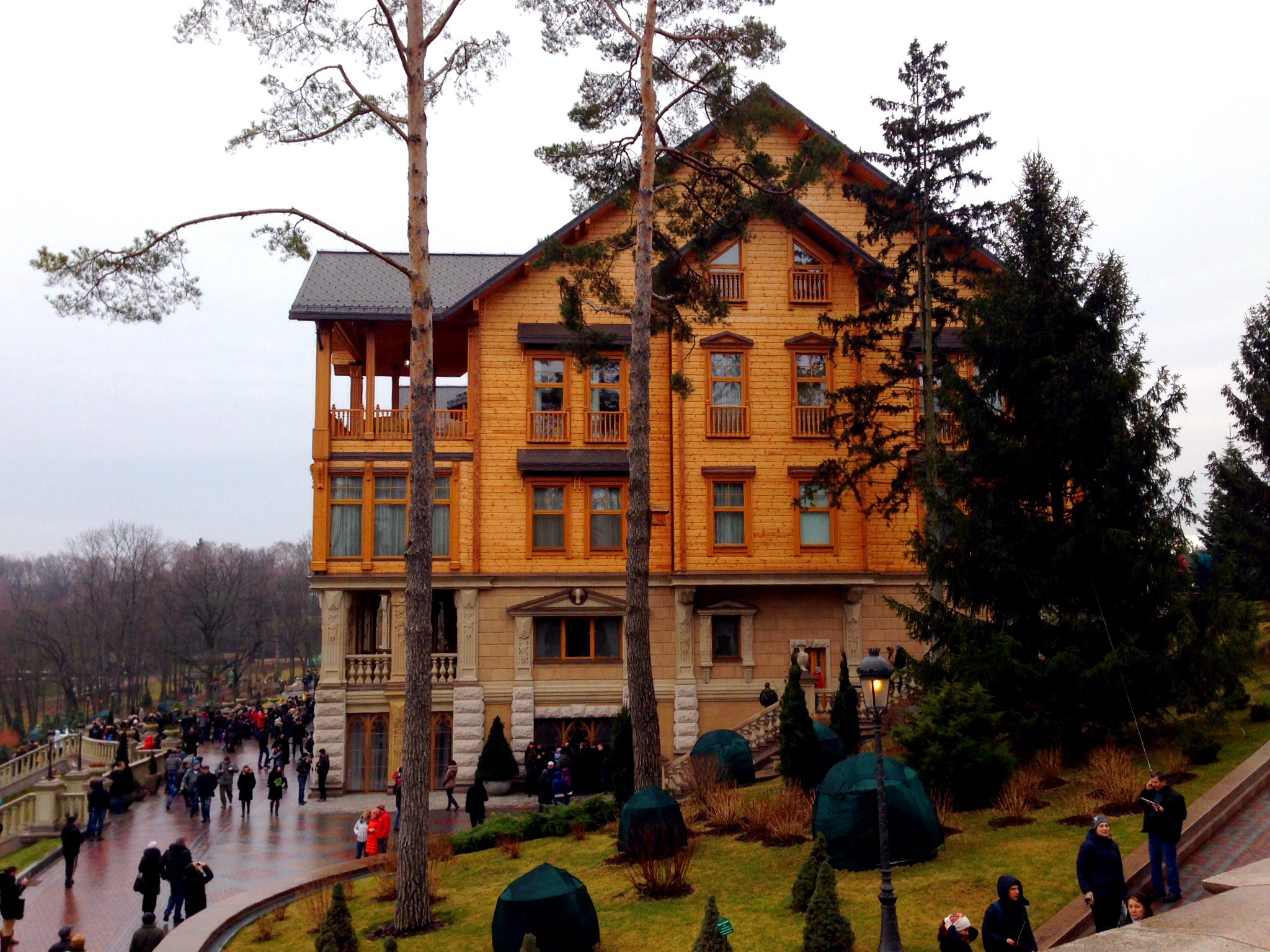
„Honka”, widok z boku
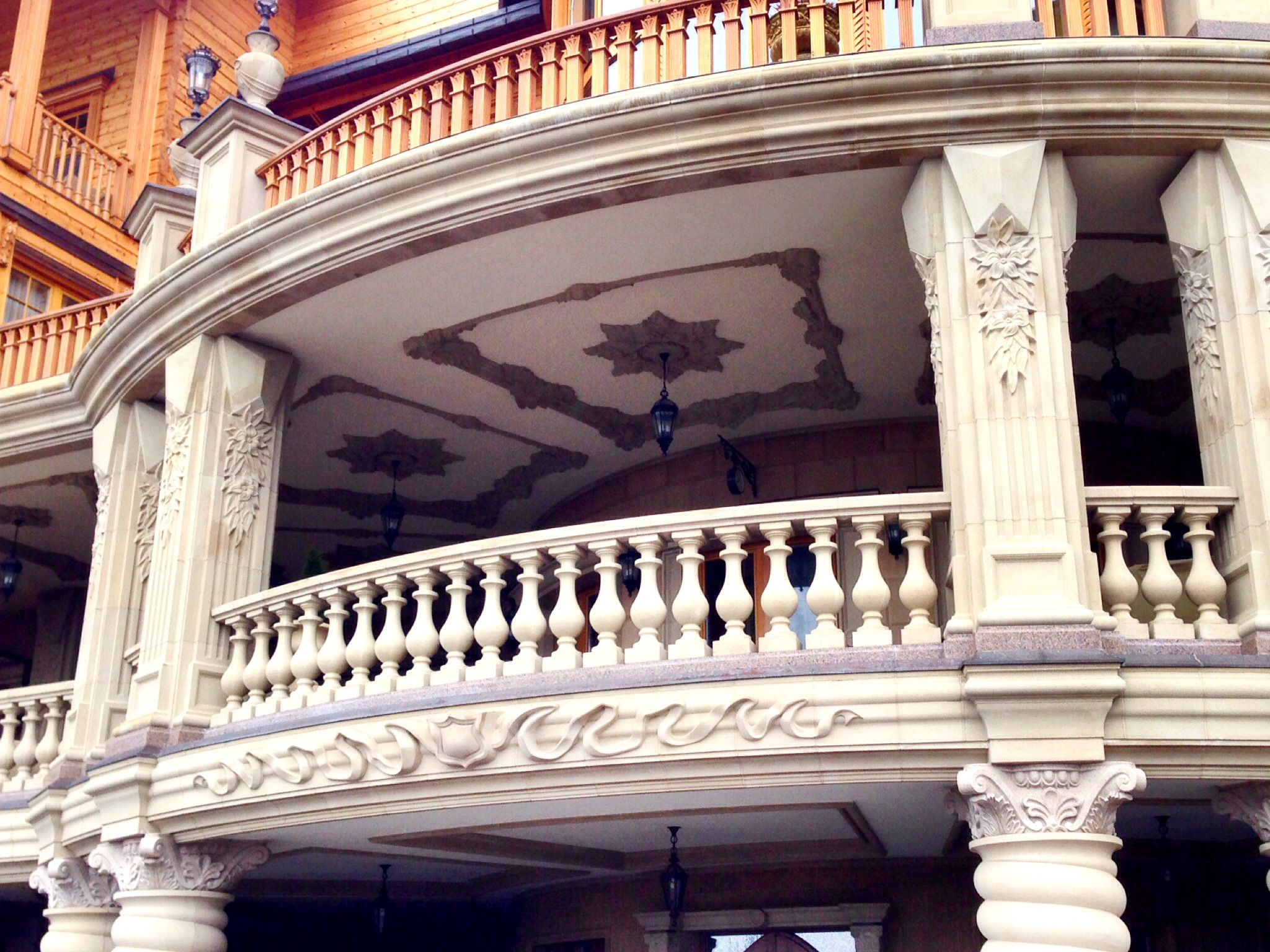
Balkon „Honki”, zbliżenie
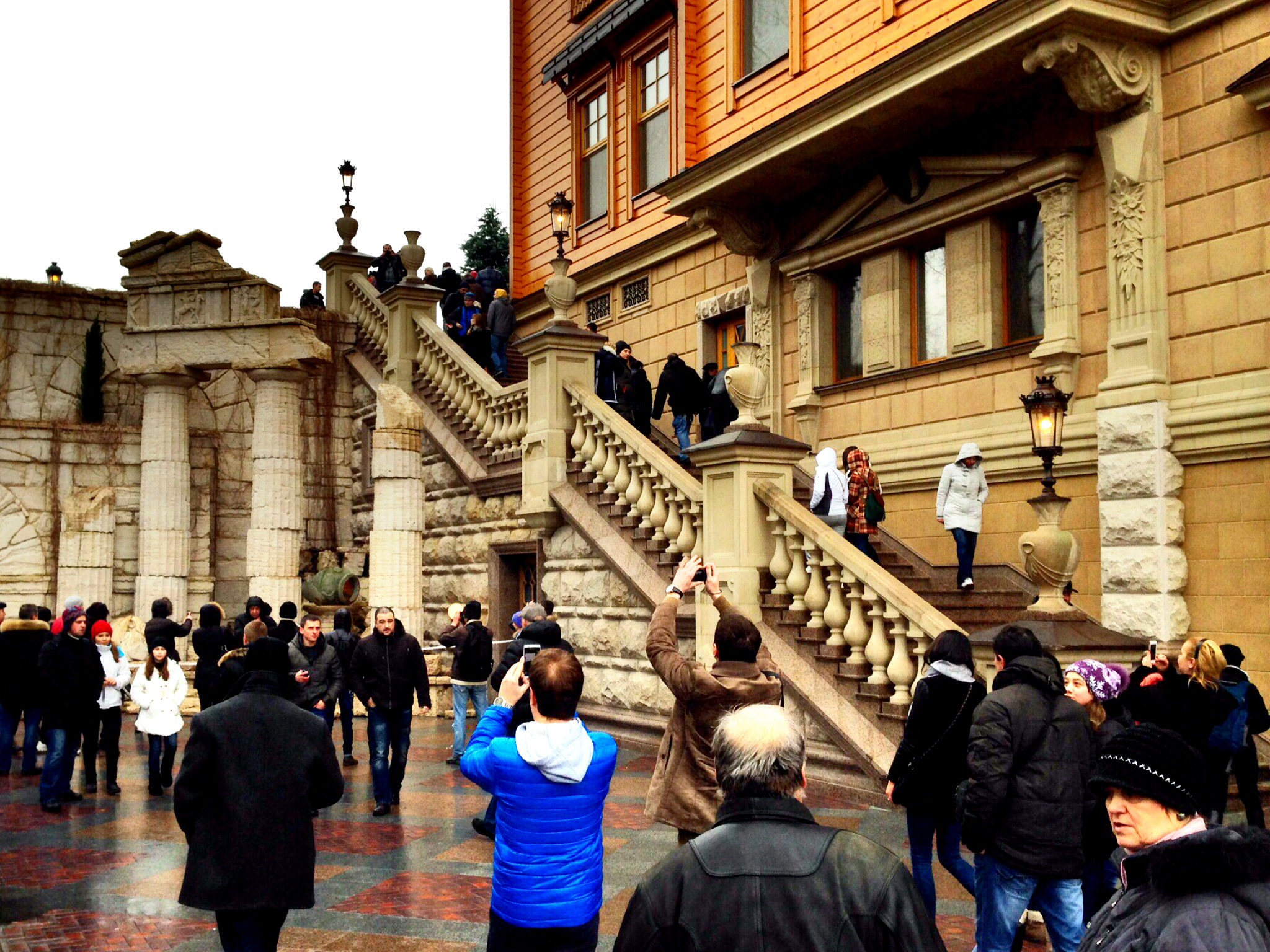
Boczne schody do „Honki”
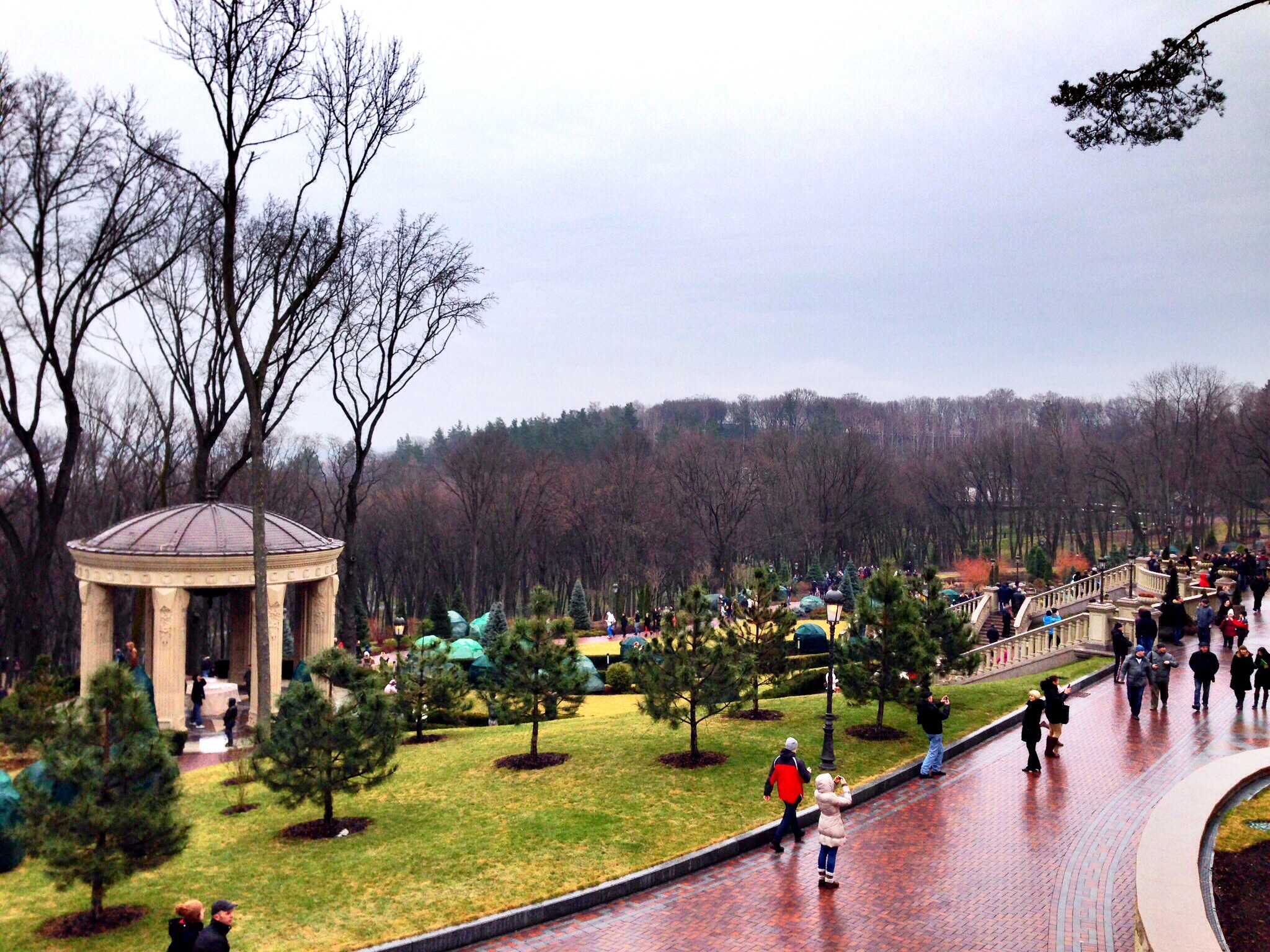
Park dookoła „Honki”
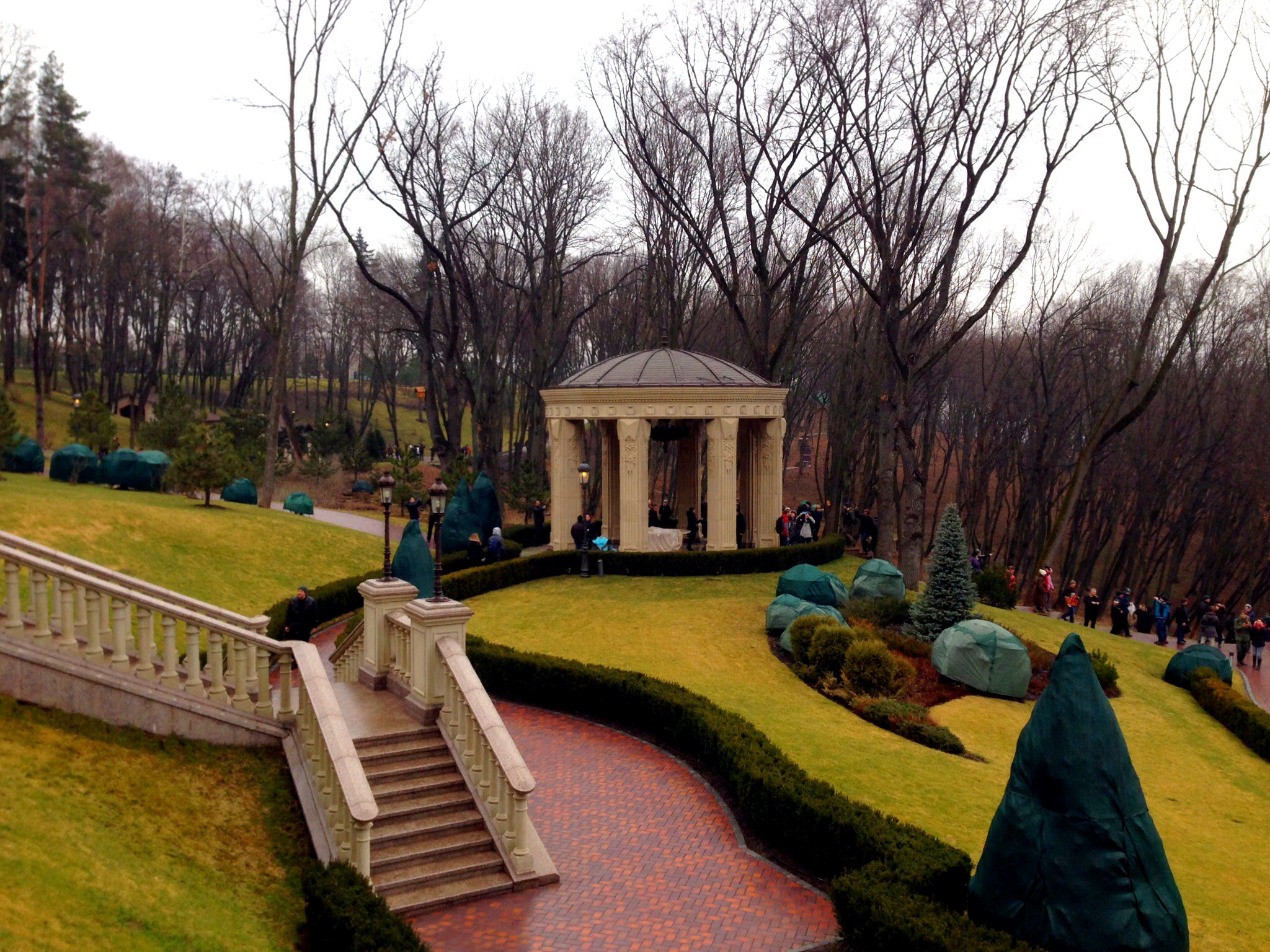
Altana niedaleko „Honki”
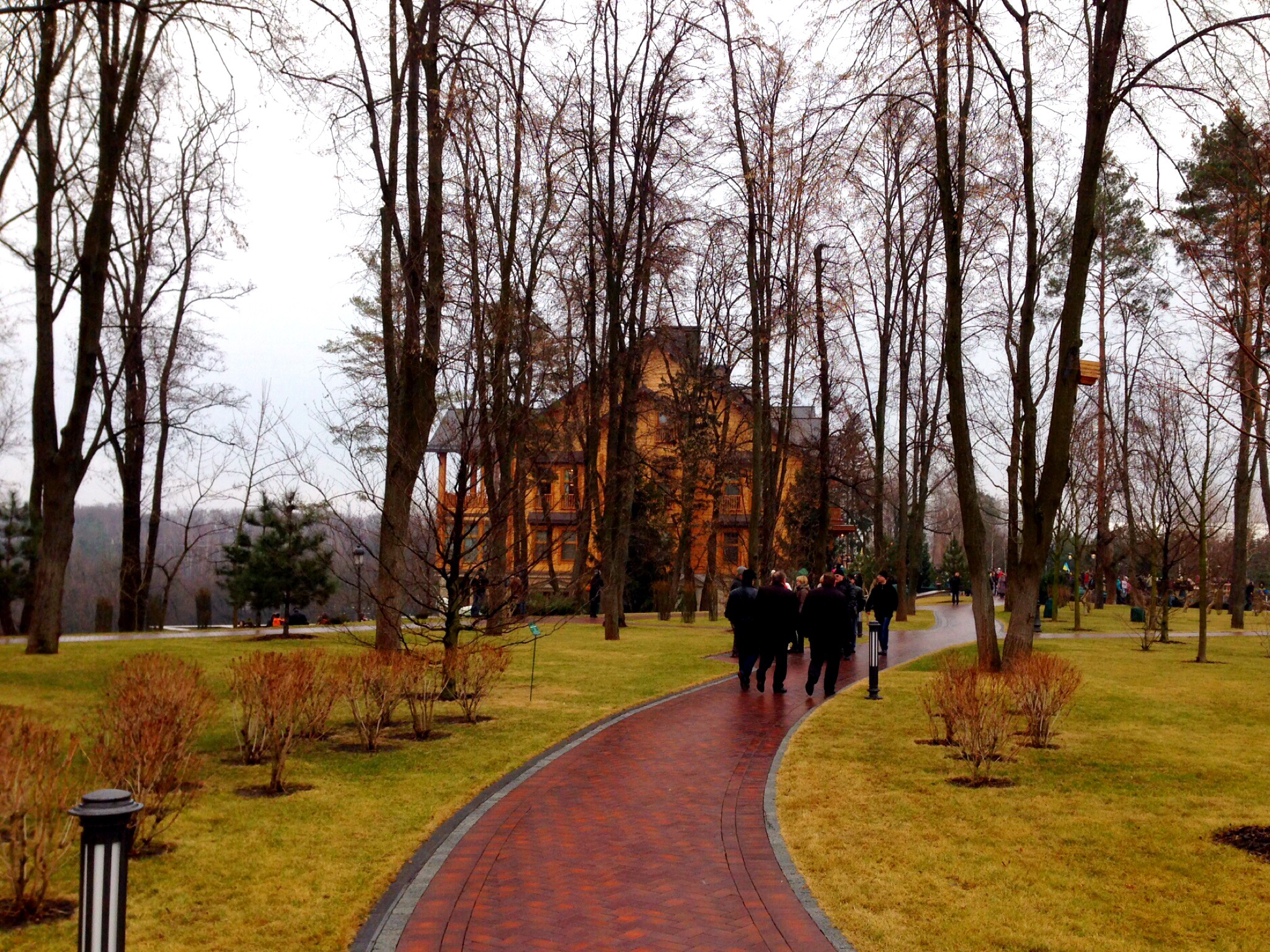
Ścieżki parkowe w Meżyhirji
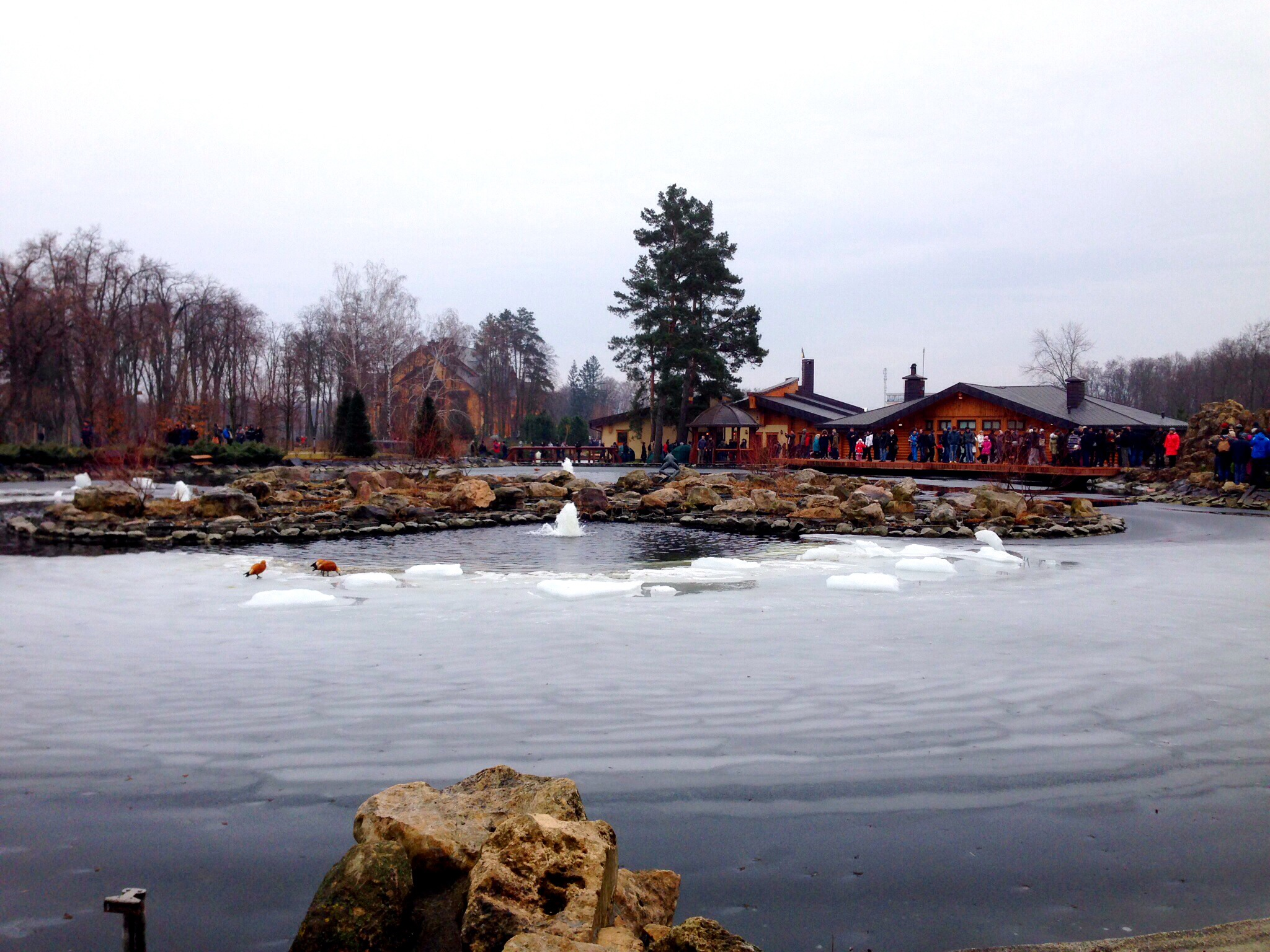
Największe sztuczne jezioro w Meżyhirji